# استودان آوتپتپو
استودان آوتپتپو مربوط به دوره ساسانیان است و در شهرستان ممسنی، بخش مرکزی، دهستان فهلیان، ۷۰۰ متری روستای شاکی واقع شده و این اثر در تاریخ ۳۰ بهمن ۱۳۸۶ با شمارهٔ ثبت ۲۰۷۷۸ به‌عنوان یکی از آثار ملی ایران به ثبت رسیده است.